# Robert S. Garnett (Politiker)
Robert Selden Garnett (* 26. April 1789 bei Loretto, Essex County, Virginia; † 15. August 1840 bei Lloyds, Virginia) war ein US-amerikanischer Politiker. Zwischen 1817 und 1827 vertrat er den Bundesstaat Virginia im US-Repräsentantenhaus.

## Lebenslauf
Robert Garnett war der jüngere Bruder des Kongressabgeordneten James M. Garnett (1770–1843) und ein Cousin von Charles F. Mercer (1778–1858), der ebenfalls im US-Repräsentantenhaus saß. Er besuchte das College of New Jersey, aus dem später die Princeton University hervorging. 1812 heiratete er Charlotte de Gouges, eine Enkelin von Olympe de Gouges. Nach dem Jurastudium und seiner Zulassung als Rechtsanwalt begann er in Lloyds in diesem Beruf zu arbeiten. Gleichzeitig schlug er als Mitglied der Demokratisch-Republikanischen Partei eine politische Laufbahn ein. In den Jahren 1816 und 1817 gehörte er dem Abgeordnetenhaus von Virginia an.
Bei den Kongresswahlen des Jahres 1816 wurde Garnett im zwölften Wahlbezirk von Virginia in das US-Repräsentantenhaus in Washington, D.C. gewählt, wo er am 4. März 1817 die Nachfolge von William H. Roane antrat. Nach vier Wiederwahlen konnte er bis zum 3. März 1827 fünf Legislaturperioden im Kongress absolvieren. Mitte der 1820er Jahre schloss er sich der Bewegung um den späteren US-Präsidenten Andrew Jackson an. Im Jahr 1826 verzichtete er auf eine weitere Kandidatur.
Nach dem Ende seiner Zeit im US-Repräsentantenhaus praktizierte Robert Garnett wieder als Anwalt. Er starb am 15. August 1840 auf seinem Anwesen Champlain nahe Lloyds, wo er auch beigesetzt wurde.